# 史海遗址
史海遗址，位于山东省济宁市任城区安居镇史海村，是中华人民共和国山东省文物保护单位之一。
2006年12月7日，授予山东省文物保护单位，是一座古遗址。